# Nouveau Forum
Le Nouveau Forum (en allemand : Neues Forum, abrégé en NF) est l'un des mouvements citoyens qui voient le jour à l'époque de la révolution pacifique (Die Wende) en République démocratique allemande et qui a largement contribué à marquer le mouvement. Une partie du Nouveau Forum a ensuite été absorbée par l'Alliance 90 (Bündnis 90) et finalement par le parti Alliance 90/Les Verts (Bündnis 90/Die Grünen). Une autre partie est restée une organisation indépendante, aujourd'hui active sur le territoire de l'ancienne RDA en tant que petit parti. 